# Tachygyna watona
Tachygyna watona är en spindelart som beskrevs av Chamberlin 1948. Tachygyna watona ingår i släktet Tachygyna och familjen täckvävarspindlar. Inga underarter finns listade i Catalogue of Life.